# Johannes Petri

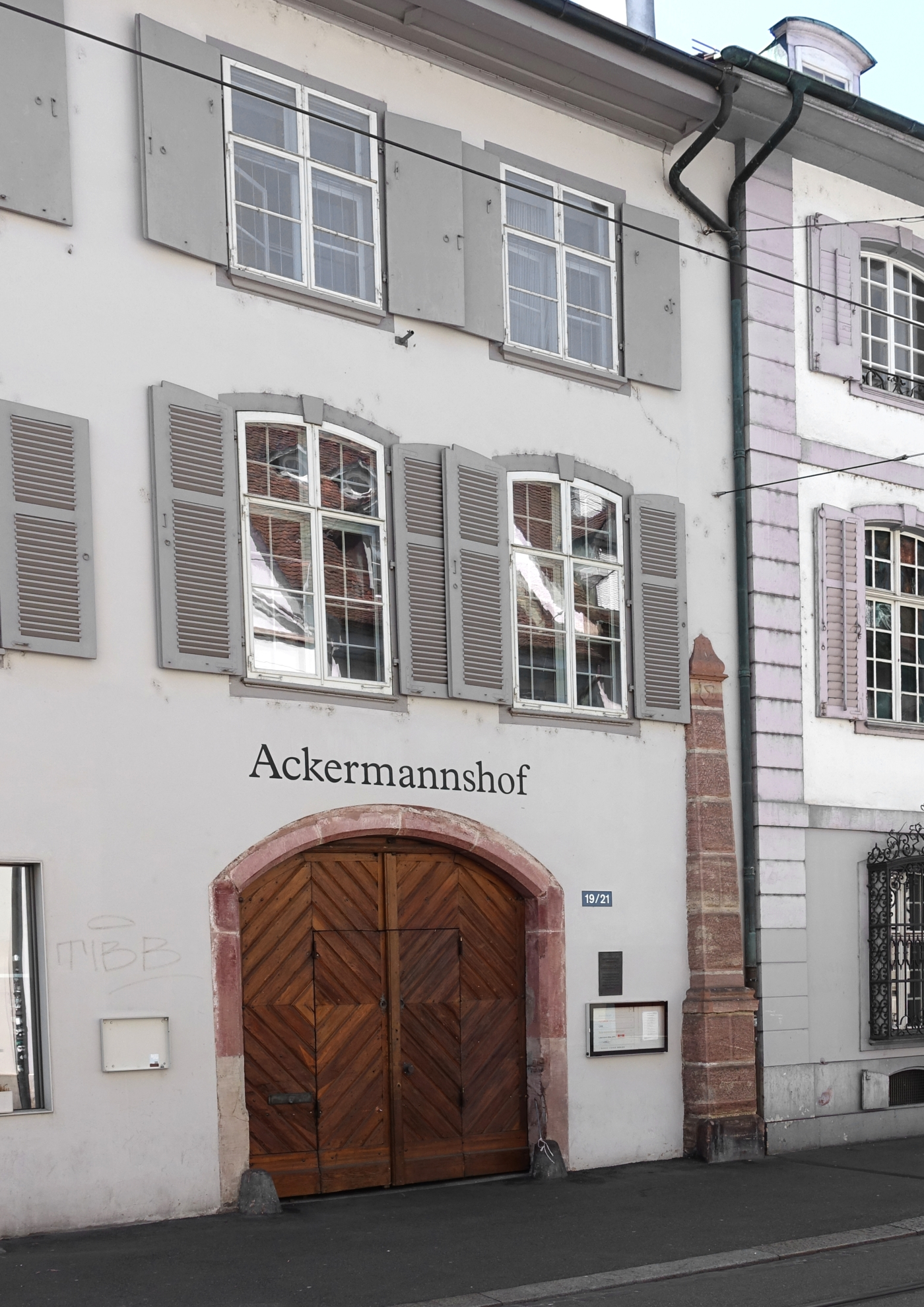
Letzte Wirkungsstätte in Basel

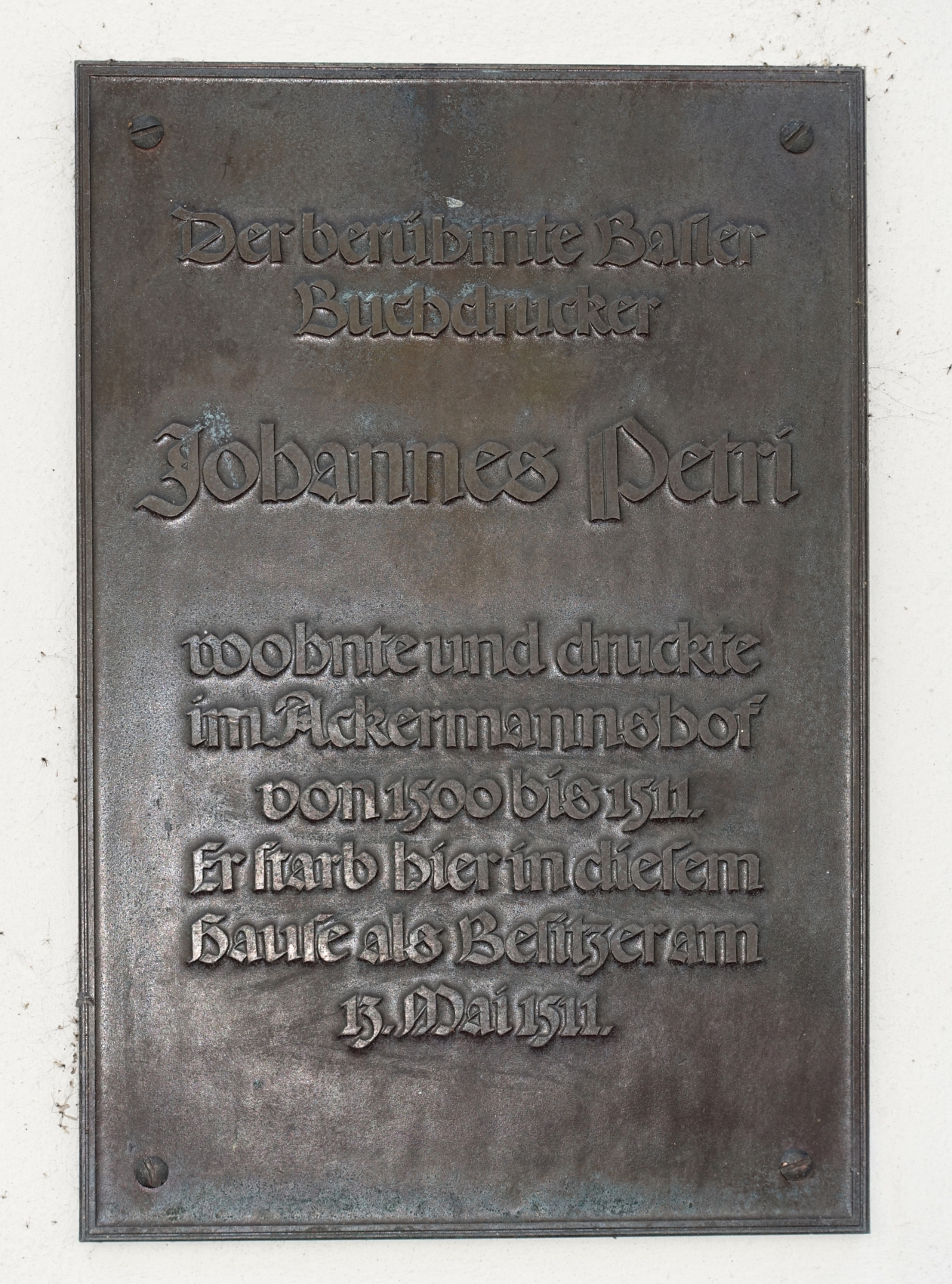
Gedenktafel

Johannes Petri (* 1441 in Langendorf bei Hammelburg, Franken; † 1511 in Basel) war ein deutscher Buchdrucker.

## Leben
Petri lernte in Mainz noch zu Lebzeiten Johannes Gutenbergs den Buchdruck und den Schriftguss. Er ließ sich nach der Gründung der Universität Basel (1460) in Basel nieder, wo er 1488 das Bürgerrecht erwarb und in die Safranzunft aufgenommen wurde. Erstmals als Drucker erwähnt wird er 1496 in den mit Johann Froben gedruckten Concordantiae maiores biblie des Conrad von Halberstadt. Weiter bekannt sind vier Gemeinschaftsdrucke mit Froben, sechs mit Johannes Amerbach und Froben, darunter lateinische Bibeln und Werke des Augustinus, zuletzt 1510 die Statuta der Kartäuser und 1511/12 die Kirchenrechtssammlungen in sechs Teilen. Alleiniger Druck Petris sind nur die Werke des Ambrosius von 1506. Damit begründete er die Petrinische Offizin – eine Druckerei, die über mehrere Besitzer- und Namenswechsel bis zum Schwabe Verlag verfolgbar ist. Diese führt seit 2010 den Verlag Johannes Petri als Tochterunternehmen. Der direkte Nachfolger von Johannes Petri war sein Neffe Adam Petri.

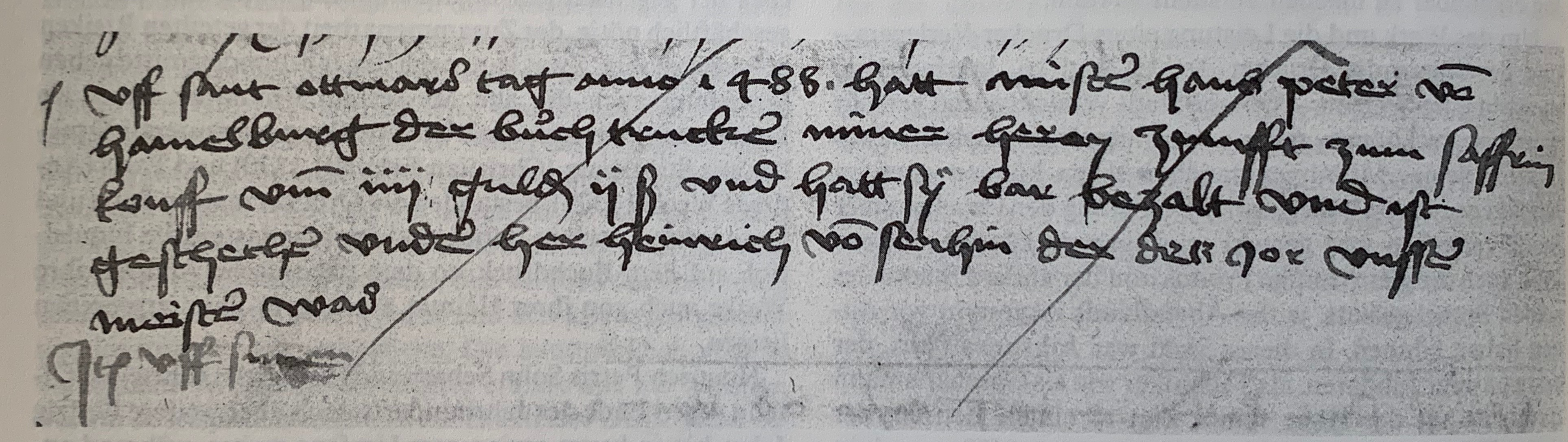
Eintrag zu Johannes Petri vom 16. November 1488, Aufnahme in die Safranzunft, Basel